# Cónica esférica

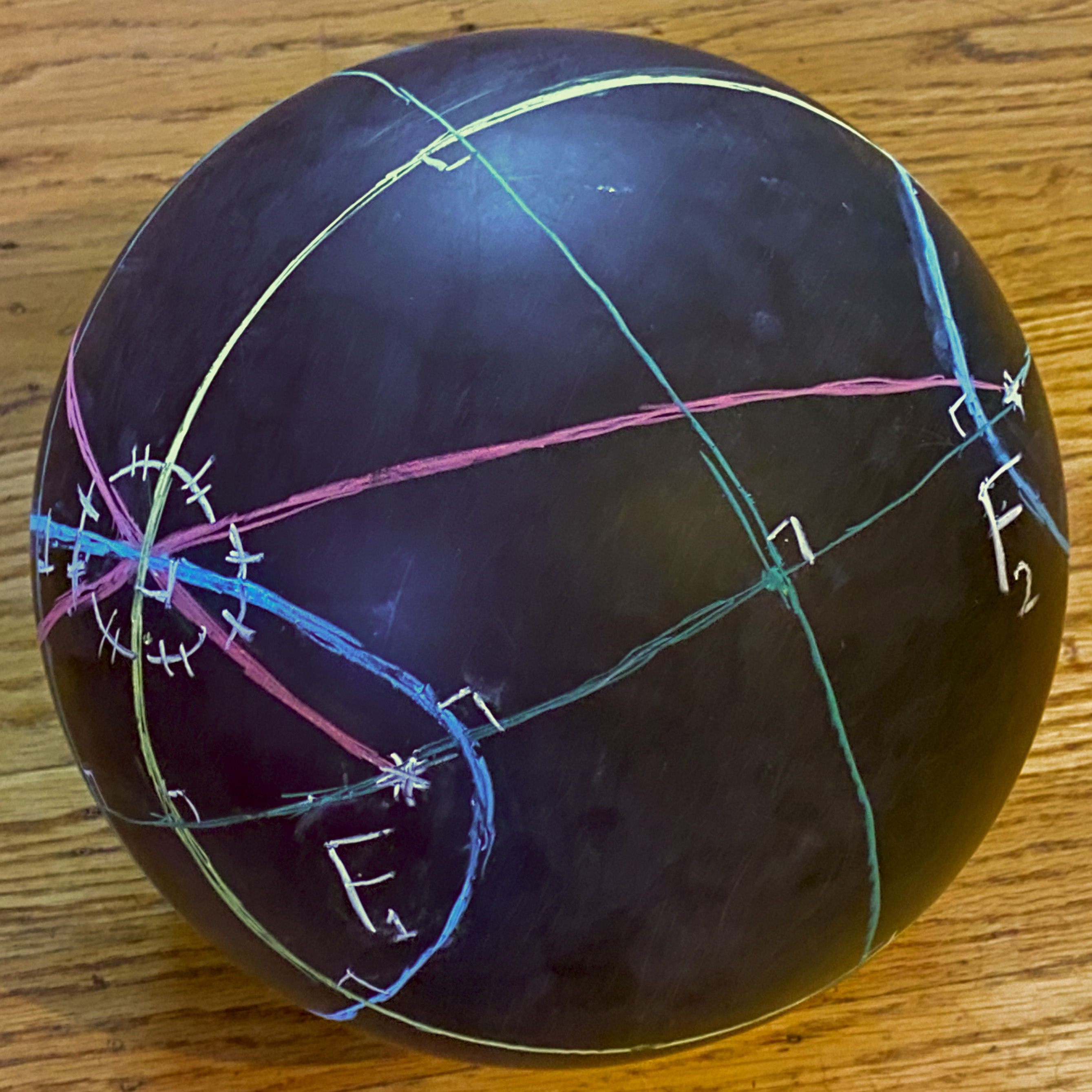
Cónicas esféricas dibujadas en una pizarra esférica. Dos cónicas confocales en azul y amarillo comparten los focos F_{1} y F_{2}. Los ángulos formados con arcos de círculo máximo rojos desde los focos a través de una de las intersecciones de las cónicas demuestran la propiedad de reflexión de las cónicas esféricas. Tres centros cónicos mutuamente perpendiculares y tres ejes de simetría en verde definen un octaedro esférico alineado con los ejes principales de la cónica

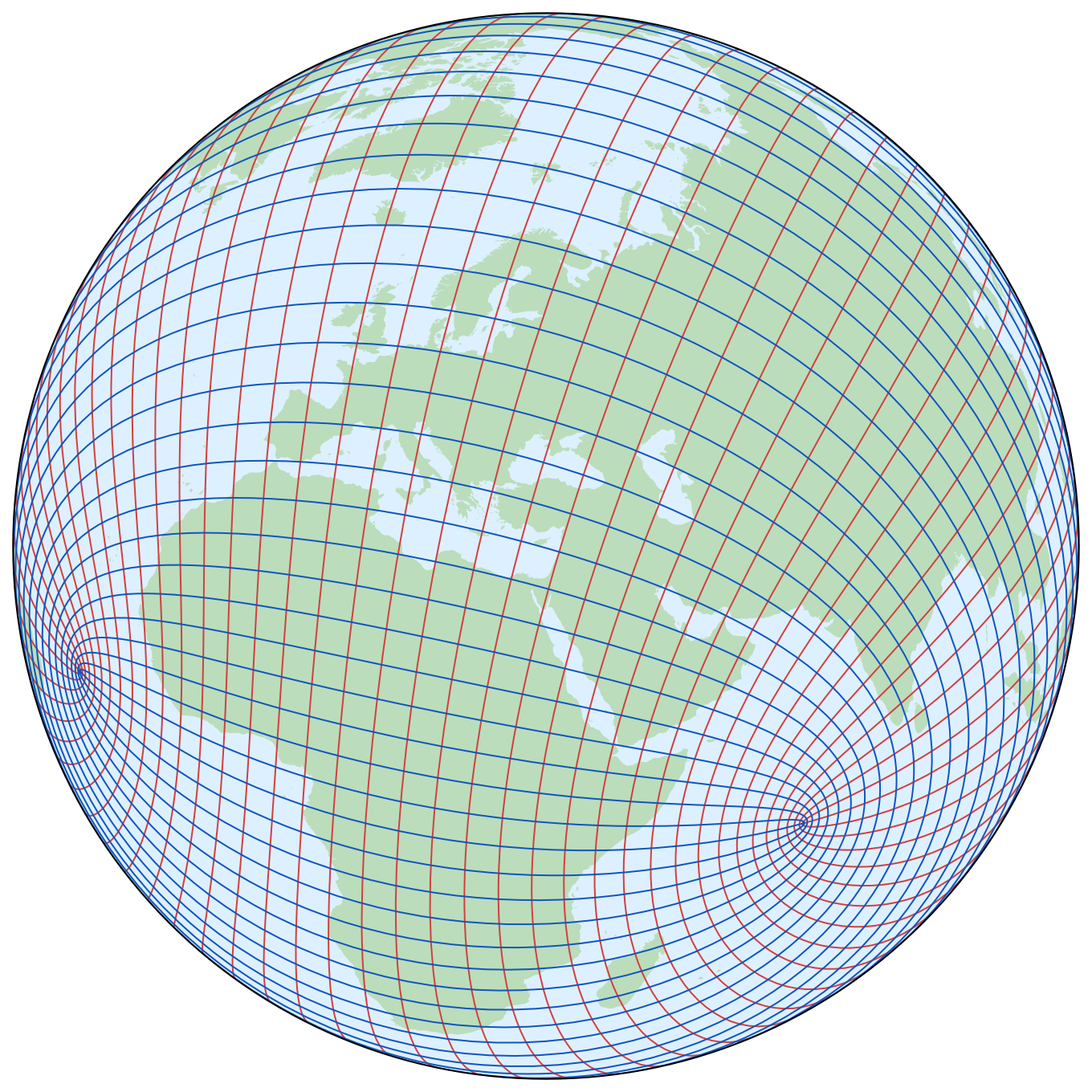
Una cuadrícula en el diedro cuadrado bajo la proyección quincuncial de Peirce inversa es conforme excepto en cuatro singularidades alrededor del ecuador, que se convierten en los focos de una cuadrícula de cónicas esféricas

En matemáticas, una cónica esférica o esferocónica es una curva sobre una esfera, resultado  de la intersección de la esfera con una cuádrica concéntrica. Es el análogo esférico de un sección cónica (elipse, parábola o hipérbola) en el plano y, como en el caso plano, una cónica esférica se puede definir como el lugar geométrico de los puntos cuya suma o diferencia ortodrómica a dos focos es constante. Al llevar el punto antípoda a un foco, cada elipse esférica es también una hipérbola esférica, y viceversa. Como curva espacial, una cónica esférica es una cuártica, aunque sus proyecciones ortogonales según los tres ejes principales son cónicas planas. Al igual que las cónicas planas, las cónicas esféricas también satisfacen una propiedad de reflexión: los arcos de círculo máximo desde los dos focos hasta cualquier punto de la cónica tienen la tangente y la normal a la cónica en ese punto como bisectrices de su ángulo.
Muchos teoremas sobre las cónicas en el plano se extienden a las cónicas esféricas. Por ejemplo, el teorema de Graves y el teorema de Ivory sobre las cónicas confocales también se pueden demostrar en la esfera (consúltese secciones cónicas confocales sobre las versiones planas).
Así como longitud de arco de una elipse viene dada por una integral elíptica incompleta de segundo tipo, la longitud del arco de una cónica esférica viene dada por una integral elíptica incompleta de tercer tipo.
Un sistema de coordenadas ortogonales en el espacio euclídeo basado en esferas concéntricas y conos cuadráticos se denomina cónico o sistema de coordenadas esferocónico. Cuando se restringen a la superficie de una esfera, las coordenadas restantes son cónicas esféricas confocales. A veces esto se denomina sistema de coordenadas elíptico en la esfera, por analogía con las coordenadas elípticas en el plano. Estas coordenadas se pueden utilizar en el cálculo de mapas conformes de la esfera sobre el plano.

## Aplicaciones
La solución del problema de Kepler en un espacio de curvatura positiva uniforme es una cónica esférica, con un potencial proporcional a la cotangente de la distancia geodésica.
Debido a que preserva las distancias a un par de puntos específicos, la proyección equidistante de dos puntos asigna la familia de cónicas confocales en la esfera a dos familias de elipses e hipérbolas confocales en el plano.
Si una porción de la Tierra se modela como esférica, como se hace por ejemplo al usar la esfera osculadora en un punto de un elipsoide de revolución, las hipérbolas utilizadas en la navegación hiperbólica (que determina la posición en función de la diferencia en la sincronización de la señal recibida de los transmisores de radio fijos) son cónicas esféricas.